# سیلور سیتی (آیووا)
سیلور سیتی (به انگلیسی: Silver City) شهری در ایالت آیووا کشور ایالات متحده آمریکا است که جمعیت آن در سرشماری سال ۲۰۱۰ میلادی، ۲۴۵ نفر بوده‌است.